# Jeff Baron
Jeff Baron é um escritor premiado de peças teatrais. Ele cresceu em Nova Jersey e atualmente vive em Manhattan. Formou-se em produção cinematográfica na Northwestern University e M.B.A. na Harvard University.

## Peças de teatro
- Visiting Mr. Green (Visitando o Sr. Green)
- Mother's Day (Dia das Mães)
- Bless Me, Father
- Brothers-in-Law